# Ascolepis dipsacoides
Ascolepis dipsacoides là một loài thực vật có hoa trong họ Cói. Loài này được (Schumach.) J.Raynal mô tả khoa học đầu tiên năm 1968.